# Choi Jin-Mi
Choi Jin-Mi (29 de agosto de 1984) es una deportista surcoreana que compitió en taekwondo. Ganó una medalla de oro en los Juegos Asiáticos de 2002 en la categoría de –72 kg.

## Palmarés internacional
| Juegos Asiáticos | Juegos Asiáticos      | Juegos Asiáticos | Juegos Asiáticos |
| Año              | Lugar                 | Medalla          | Categoría        |
| ---------------- | --------------------- | ---------------- | ---------------- |
| 2002             | Busan (Corea del Sur) | Medalla de oro   | –72 kg           |